# 麻雀の目無し問題
麻雀の目無し問題(マージャンのめなしもんだい)とは、麻雀の対局で1位や次戦に進出する可能性が現実的な方法で無くなった状態においてどうするべきかという問題である。

## 概要
麻雀のタイトル戦などでは、途中で総合成績の低いプレーヤーが通常のあがりの得点では1位になれないことや次戦に進出できないことが確定する場合がある。この状況を目無しと呼ぶ。
競技麻雀ではタイトル決定戦などで目無しが発生することがあるが、このような状況での打牌については多くがプレーヤー一人の判断に委ねられており、どのような打ち方を選択しても他家に有利・不利が発生するため、これらに関する打牌のルールや目無しそのものを解消する対策が制定されていなければ最善の選択が存在しない問題である。

## 目無しになった場合の打牌の選択について

### 場に影響を与えることを避ける
優勝争いをしているプレーヤーの邪魔をしないようにする選択。
これを「何もしない」とみなすこともあるが、あがりの放棄・牌を絞って他家に鳴かせない・ベタオリに徹するなどの作為があるため正確な表現ではない。これが暗黙のルールとして存在する団体もある。あがりの放棄はトップが失点する可能性が減ることや、ラス親を迎えた2位が連荘しやすくなる、通常の打牌の選択であれば処理されるであろう牌を絞ることでも場に影響を与えるなどの問題がある。

### オールツモ切り(何もしない)
打牌に自分の意思を込めず配牌から全てツモ切りするほうが公平であるという選択。
他のプレーヤーに極力影響を与えない態度を示している点では上記と同じだが、通常の打牌の選択であれば出ないような牌まで切ってしまうことで下家がチーしやすくなることや全員に対して放銃が起こりやすくなる問題がある。

### 逆転を目指す
天文学的な確率であっても優勝の可能性が残されている以上、最後まで諦めないという選択。
自分のあがりを優先させたために避けられたはずの放銃をするという問題がある。

### 打ち方を変えない
普段通りの打牌を行う選択。
放銃の可能性のほか、自らのあがりが優勝争いをしているプレーヤーに影響を与えることでキングメーカーになる問題がある。

### その他
目無し問題について創作作品で初めて言及した片山まさゆきの漫画『ノーマーク爆牌党』では、作中の競技麻雀のタイトル戦において、目無し状態となった岩田が優勝の可能性が残されている2位に差し込んだ。
他のプロに理由を尋ねられると、逆転の可能性がなくなった場合には「1．何もしない」「2．その半荘だけでもトップを取る」「3．ひとりの打ち手を独走させない」の3つの選択肢が存在するとし、自分が3を選ぶ理由として、白熱した勝負を期待するファンのためにそのような演出ができることもプロの条件であるという趣旨の答えを述べている（対局終了後、「理事会で処分を協議する」と告げられていたがどのような沙汰が下ったかは不明となっている）。

## 競技麻雀で起きた目無し問題の例

### 第1回 ロン2新鋭プロ・トーナメント1回戦D卓(2004年)
上位2名が準々決勝に進出する3回戦のオーラス3本場、親は葛山英樹。
4位の一井慎也は準々決勝進出が役満条件のためほぼ目無しであったが、3位の葛山にテンパイ流局もしくは自分以外からのあがりで連荘をさせることが最も可能性が高いと判断し、脇の1位・2位を降ろすためにあがる意思のないリーチをかけた。のちに跳満確定のあがり牌をツモるがあがりを放棄しツモ切りした。最終的に総合順位は変わらなかったものの、対局終了後の運営による協議の結果、ツモあがり放棄は麻雀の公平性を損なう行為でありリーチをかけた以上あがるべき局面であるという裁定が行われ、あがりがあったものとされたことで総合順位が変わり準々決勝進出者も変わる事態となった。

### 第7期雀王決定戦(2008年)
最終戦の20回戦南4局1本場、親は鈴木達也。
この時の優勝条件は1位の鈴木(達)がトップのまま流局、2位の小倉孝が1200点の出あがりか500・1000のツモあがりもしくは鈴木(達)から1000点直撃のいずれか、3位の鈴木たろうが小倉からのトリプル役満直撃だった。
小倉が16巡目で片あがりのテンパイ、鈴木(た)が17巡目でテンパイする。このまま流局すると親から順番に手牌を開けていくことになるため、鈴木(達)がノーテン、あるいはテンパイしているにもかかわらずノーテン宣言するようなことがあれば、鈴木(た)のテンパイ宣言の有無で優勝者が決まることになる。
このため、鈴木(た)はツモ番のないリーチを行うことで鈴木(達)に自らのテンパイを知らせ彼もテンパイを取ることを促した。しかし、鈴木(達)はすでに手を崩した後であり海底牌でテンパイは取れなかった。

### 第28期十段戦決勝戦(2011年)
最終戦の12回戦南3局5本場(供託1)、親は堀内正人。
通算の素点は1位の瀬戸熊直樹が2位の堀内と31.8ポイント差、3位の森山茂和とは91.4ポイント差だった。
南3局5本場、森山が親の堀内から3900点のロンあがり。この時点で森山が半荘トップに立ったが、すでに森山の親番は終わっており、ラス親は瀬戸熊であったため総合トップを狙うことは絶望的であった。

### 第11期雀王決定戦(2012年)
最終戦南4局、親は木原浩一。総合トップの鈴木(た)を木原が追う状況。
4位の金太賢はほぼ目無しであったが、自分が逆転する可能性としては親の木原と自分がテンパイし続けるしかないため安全そうな牌を切ってテンパイを維持した。この捨牌が鈴木(た)のダマテンの七対子に放銃となり優勝決定。

### 第11期雀竜位決定戦(2013年)
最終戦の15回戦南4局、親は仲林圭。通算の素点は1位の渋川難波が2位の仲林と100ポイント以上の差だった。
目無しだった4位の木原は打牌選択に自分の意志は加えたくないとしてオールツモ切りを行った。

### 四神降臨 2017王座決定戦(2017年)
最終戦4回戦の南3局。通算の素点は1位の多井隆晴が2位の近藤誠一と56.5ポイント差だった。
目無しだった4位の角谷ヨウスケは打牌に意図を加えるよりも全てツモ切りした方が公平であると考え、運営と同卓者3人に伝えて確認を取った上で半荘終了までオールツモ切りを行った。
ルール上は何ら問題のない行為であったが、後日日本プロ麻雀協会のホームページに角谷の謝罪文と代表理事である五十嵐毅の見解が掲載された。

### Mリーグ2020 ファイナル最終戦
最終戦を前に、トップのEX風林火山は+231.1、2位のKADOKAWAサクラナイツは+163.8、3位の渋谷ABEMASは+125.6といずれも優勝圏内にあったが、4位の赤坂ドリブンズは-132.8と、優勝はおろか3位に入ることも事実上不可能な状況となっていた。
ここで、最終戦出場のドリブンズ・村上淳は、チームメイトやスタッフとも話し合った末、総合3位には固執せずにあくまで半荘トップを目指すことを選択。自分の最後の親番である南1局終了時点でトップに立つと、南2局ではサクラナイツ・内川幸太郎からロン和了してABEMAS・多井隆晴の親番を終わらせ、南3局では差し込みのような形で風林火山・勝又健志に放銃して内川の親番を流した。そして、オーラスでは自らツモ和了し、最終戦をトップで飾ると同時に、風林火山のシーズン優勝が決定した。

### 第1期王蕾戦ベスト16 D卓4回戦(2021年)
半荘4回戦を戦い、上位2名が勝ち上がりとなる予選の最後の半荘。
オーラスは南3局終了時のスコアで卓内2位の夏目翠の親でスタート。卓内首位の南家・駒田真子はオーラス時点で夏目を42.1ポイントリードしていたためこの時点でほぼ突破が確定しており、卓内3位の北家・岡田紗佳は夏目と3.2ポイント差であり、2翻以上の手を夏目から直撃するか3翻以上の手のツモで逆転可能だった。その一方で、卓内4位の西家・大槻あいみはこの時点で岡田とすら40ポイント近く離されており、順位点を加味しても倍満以上の手が必要であった。
迎えたオーラス、大槻に14巡目に平和のみの聴牌が入る。これだけでは1000点にしかならず、卓内順位は上がらないが、大槻はこの半荘に限ればトップであったことも相まったか、同順で待ち牌を切ってきた夏目からロン和了してしまう。この時点で岡田は逆転条件を満たす手の聴牌が一向聴まで迫っていたが、大槻の和了によって試合が終わってしまい、敗退が確定した。
予想外の展開に実況席(実況:蒼井ゆりか、解説:勝又健志)も困惑し、事態を把握した大槻も取り乱し号泣しながら立会人・吉田直に対して岡田にとっての寛大な対処を求めるなど、会場は騒然となったが、最終的に大槻の和了を成立させたうえで大槻に後付けでペナルティを課すことで決定、駒田・夏目の勝ち上がりが決定した。

### 麻雀最強戦2022 タイトルホルダー頂上決戦
勝者1名がファイナルに進出する決勝戦の南4局。親は渋川難波。点数は1位の渋川が36700点、2位の奈良圭純が32800点で1位と3900点差。ラス親のあがり止めとテンパイ止めはなし。
この局は誰もあがれずに流局し、奈良の1人テンパイもしくは渋川以外の3人テンパイだと奈良が100点差で逆転優勝、奈良ともう1人の2人テンパイだと渋川が900点差で逃げ切りという状況になった。
親の渋川はノーテン、南家の奈良はテンパイだった。親がノーテンであるため、この時点で次の局がないことは確定していた。
西家の河野高志はテンパイしていたが、河野がテンパイ宣言すると2人テンパイとなるため、河野のテンパイ宣言の有無で優勝者が決まることになった。
河野はこの対局が公開放送されていることもあり、テンパイしているにもかかわらずノーテン宣言をすることを避けるためテンパイ宣言した。この結果渋川の優勝となった。
後日、大会公式よりルール追加が発表され、トーナメント戦や決勝戦のオーラスの流局時に親以外がテンパイしている場合はノーテン宣言できないことになった。

## 目無し対策について
これまでいくつかの目無し対策が提唱され実際に実施されたものがある。

### 延長戦
101競技連盟の公式タイトル戦である八翔位戦では、対戦における勝利条件が予め設定され、一定の半荘数を経過しても勝利条件を満たす者が存在しない、または同点で複数名いる場合に延長戦を行い、条件を満たす状況になるまで延長戦を行い続ける。これにより、たとえ最下位であっても他者の勝利条件を満たさせないという目的が生まれるため、目無し問題は発生しない。

### 新決勝方式
RMUの一部タイトル戦で導入されている規定の半荘を進行したあとに優勝者を決める1局単位の延長戦を行う方式。あがった人が総合トップになった時点で終了するが、それ以外の場合は全て続行。オーラス前の細かい条件計算が不要になり、意味のないあがりやあがりの放棄などの問題が解消された。その一方で、「目無しを無くすリスクを1位に押し付けている」という指摘もある。
類似のルールは2023年9月に竹書房主催で開催された「アース製薬杯 麻雀最強戦2024 出場枠争奪戦」でも導入された。また、プロ雀士と配信者の混合リーグ戦である「神域リーグ2024」でも、オンライン麻雀ゲーム『雀魂』の仕様に沿って導入された。

### 賞金
京都グリーン杯では満貫以上のあがりに対して賞金を贈呈した(オールツモ切りは禁止)。目無しになっても賞金を獲得するという明確な目的ができた。

### 自動降級・入れ替え戦
RTDリーグでは2018年より自動降級・入れ替え戦を導入し、各ブロック最下位（8位）の雀士は自動降級となり次年度の出場権を失うほか、同7位の雀士は推薦者2名との入れ替え戦に回る。これにより下位の雀士でも順位が重要な意味を持つようになるため、リーグ残留を目指す目的で通常通りの打牌を行うことが期待される。

### 選手の個人成績へ反映
全日本麻雀協会ではリーグ戦とは別に1戦ごとに累積する通算ポイントや生涯成績の管理を行っており、目無し状態になった場合でも個人成績の向上を目的とした打牌が行える。

### ペナルティ
日本プロ麻雀連盟では規定で勝ち上がりを満たさないあがりを禁止しており(あがり自体は有効)、違反した場合別途ペナルティが課されることになっている。ただし、この規定は公表されておらず、ペナルティがどのようなものであるかは不明。

### オーラスにおけるテンパイでのノーテン宣言を認めない
麻雀最強戦ではトーナメント戦および決勝戦におけるオーラスおよび時間打ち切りによる最終局においてオーラス流局時に親以外がテンパイしている場合はノーテン宣言できないとしている。これにより、目無し状態のプレーヤーの選択が優勝者を決めてしまうことになる問題が解消された。